# Гребенюк Максим Олегович
Макси́м Оле́гович Гребеню́к (нар. 30 серпня 1996 — пом. 24 січня 2015) — рядовий полку патрульної служби міліції особливого призначення «Дніпро-1» МВС України, учасник російсько-української війни.

## Життєпис
2013 року закінчив школу. Від осені 2014-го — боєць Полку патрульної служби міліції особливого призначення «Дніпро-1».
Загинув 24 січня 2015-го під час обстрілу російськими збройними формуваннями села Піски внаслідок прямого потрапляння артилерійського снаряду, Максим в той час надавав допомогу побратиму під обстрілом.
Похований в місті Новомосковськ.

## Нагороди та вшанування
- Указом Президента України № 270/2015 від 15 травня 2015 року, «за особисту мужність і високий професіоналізм, виявлені у захисті державного суверенітету та територіальної цілісності України, вірність військовій присязі», нагороджений орденом «За мужність» III ступеня (посмертно)[1].
- Рішенням Новомосковської міської ради № 1302 від 24 липня 2020 року присвоєно звання «Почесний громадянин міста Новомосковська» (посмертно)[2].
- На фасаді Новомосковської ЗОШ № 2, де навчався Максим, йому було встановлено меморіальну дошку.
- Вшановується в меморіальному комплексі «Зала пам'яті», в щоденному ранковому церемоніалі 24 січня[3][4].